# Prefabricering

Montering av ett prefabricerat hus (Klicka här för att se time-lapse video).

Prefabricering (eller prefabrikation, även prefab), är förtillverkning av delar på en annan plats än där de sedan ska monteras. Ordet är sammansatt av pre- (latin: prae-) som betyder före-, framför- och fabricering som betyder tillverkning, framställning. Begreppet används oftast i samband med husbyggnad, där man talar om prefabricerade byggnadsdelar eller förhandstillverkade byggnadselement respektive monteringsfärdiga hus. Prefabricering är en del av industriellt byggande.

## Historiska småhusbyggen

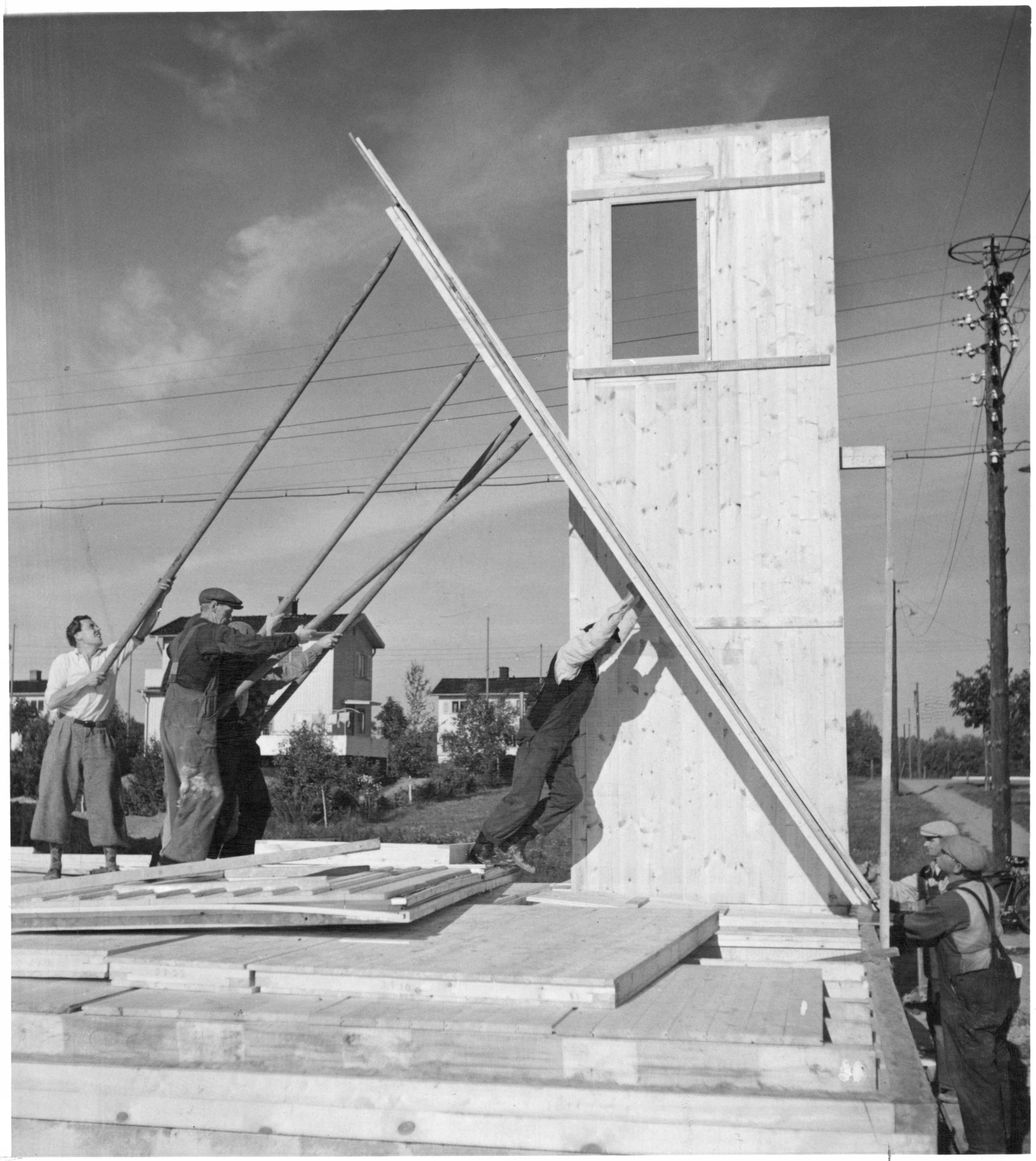
Män reser väggar, 1962.

Att använda förtillverkade byggnadselement har i Sverige en lång tradition som går tillbaka till 1600-talet, drottning Kristina lär ha uppfört ett av sina jaktslott med förtillverkade byggnadsdelar. På 1800-talet konstruerade arkitekten Fredrik Blom flyttbara hus. Dessa hus bestod av en pappklädd regelstomme med den yttre beklädnaden av vertikala brädor och den inre horisontellt beklädd. Byggelementen fogades samman på byggplatsen tillsammans med golv och tak samt mycket av den invändiga stommen som var förberedd. Kung Karl XIV Johan lät 1820 uppföra Rosendals slott på Djurgården i Stockholm enligt dessa principer. Tillverkning av en timmerhusstomme har länge förekommit på det här sättet, t.ex. hus som var förberedda i Småland för att monteras på Öland eller på Sveriges västkust.
Det moderna svenska trähusbyggandet med prefabricerade element började först på 1920-talet i större skala när några sågverk tog upp småhusbyggandet. Dessa sågverk tillverkade och sålde förberett byggnadselement efter ritningar som man tillhandahöll. In på 1930-talet fanns det flera fabriker som färdigställde trähuselement till försäljning. Försäljningen ökade i takt med att fler fick tillgång till statliga egnahemslån. Dessa lån gjorde det möjligt även för familjer med en blygsammare inkomst att bygga ett eget hus. Lånen bidrog till ökningen av tillverkningen inför den kommande efterkrigstiden som blev en exportrush till flera av Europas länder vars bebyggelse var raserad.
Fram till slutet av 1950-talet var avsättningen god, då råvarupriserna steg samt löner och andra omkostnader. Inför 1960-talet engagerade sig kommuner och större byggföretag i gruppbyggande av småhus. Det kom andra bättre material i stället för olika spån i väggar och trossbotten. Glasull och stenull började användas. Som invändig beklädnad började man använda olika träskivor eller gipsskivor. Trähusen började tillverkas i moduler med förinstallerade eldragningar samt vatten och avlopp för att minska byggtider.

## Prefabricerade betongelement
Stomelement (bärande byggnadsdelar) av betong tillverkas i Sverige sedan 1930-talet och utgör numera ett dominerande inslag i bostads-, industri-, kontors- och affärshusbyggandet.